# Dunston (Staffordshire)
Dunston es una parroquia civil y un pueblo del distrito de South Staffordshire, en el condado de Staffordshire (Inglaterra).

## Geografía
Según la Oficina Nacional de Estadística británica, Dunston tiene una superficie de 6,45 km².

## Demografía
Según el censo de 2001, Dunston tenía 250 habitantes (50,8% varones, 49,2% mujeres) y una densidad de población de 38,76 hab/km². El 16,4% eran menores de 16 años, el 76,4% tenían entre 16 y 74, y el 7,2% eran mayores de 74. La media de edad era de 44,24 años. Del total de habitantes con 16 o más años, el 16,75% estaban solteros, el 71,29% casados, y el 11,96% divorciados o viudos.
Todos los habitantes eran de raza blanca y la mayor parte (96,43%) originarios del Reino Unido. El resto de países europeos englobaban al 2,38% de la población, mientras que el 1,19% había nacido en cualquier otro lugar. El cristianismo era profesado por el 87,2%, mientras que el 4,8% no eran religiosos y el 8% no marcaron ninguna opción en el censo.
Había 99 hogares con residentes y 6 vacíos.